# جيمس إس. كوبلي
جيمس إس. كوبلي (بالإنجليزية: James S. Copley)‏ هو صحفي أمريكي، ولد في 12 أغسطس 1916 في St. Johnsville, New York ‏ في الولايات المتحدة، وتوفي في 6 أكتوبر 1973 في لاهويا في الولايات المتحدة.